# Крушельницкая, Наталья Энгелиновна
Ната́лья Энгели́новна Крушельни́цкая (укр. Наталія Єнгелинівна Крушельницька; род. 4 августа 1959, Киев) — советская и украинская велогонщица.

## Спортивные достижения
Мастер спорта международного класса (1980). Закончила Киевский институт физической культуры в 1982 году.
- Бронзовый призер Чемпионата мира 1985 года в спринте.
- Бронзовый призер Игр доброй воли (Москва, 1986) в спринте.
- 5-кратная рекордсменка мира в гите с хода на 200 метров (1980, 1982) и 500 метров (1987—1988).
- Чемпион СССР в спринте (1986); среди юниоров (1977—1978).
- Многократный призер чемпионатов СССР в спринте, гите на 500 метров с ходу (1979—1991).

### Спортивные клубы
Выступала за ДЮСШ № 3 (1973—1975), спортивное общество «Колос» (1975-81), СКА (1981-88), «Гарт» (1993; все — Киев).
В 1999—2000 гг. работала тренером ДЮСШ городского совета Киева спортивного общества профсоюзов.